# Алтан Сэргэ (фестиваль)
Алтан Сэргэ — Золотая коновязь — международный фестиваль национальных театров, впервые прошел в сентябре 2011 года. Фестиваль проводится раз в два года в Республике Бурятия, в городе Улан-Удэ и является творческим форумом профессиональных театров России, Центральной и Юго-Восточной Азии, с участием творческих союзов, деятелей культуры и искусства. В фестивале участвуют драматические национальные театры Российской Федерации и других стран, со спектаклями большой и малой формы, выпущенные за последние два театральных сезона.
В программе предусматривается показ спектаклей или творческих проектов театров — участников Фестиваля, проведение «круглых столов», творческих встреч со зрителями, профессиональных дискуссий с участием известных театральных деятелей, фестивального клуба.

## Номинации
Награды Фестиваля присуждаются театральным коллективам, актёрам, режиссёрам и художникам в следующих номинациях

1."Лучший спектакль",

2."Лучшая работа режиссёра",

3."Лучшая работа художника",

4."Лучшая женская роль",

5."Лучшая мужская роль",

6."Лучшая женская роль второго плана",

7."Лучшая мужская роль второго плана",

8."За лучшее музыкальное оформление".

Наряду с конкурсными премиями могут учреждаться специальные премии.

## Состав оргкомитета фестиваля
- Министерство культуры Республики Бурятия;
- АУК РБ «Государственный ордена Трудового Красного Знамени Бурятский академический театр драмы им. Х. Намсараева».

## Состав жюри фестиваля
В состав Жюри входят театральные критики, театроведы, творческие работники из России и других стран. Жюри Фестиваля просматривает спектакли фестивальной программы и проводит публичное обсуждение, а также путем закрытого голосования принимает решение о присуждении наград Фестиваля.

## Хроника фестивалей

### Фестиваль 2011 года
Открытие первого фестиваля состоялось 26 сентября 2011 года. Изначально фестиваль планировалось проводить раз в три года как театральный форум-смотр профессиональных служителей театров России и зарубежных стран.

#### Члены жюри 2011 года
- Татьяна Николаевна Тихоновец — театровед, театральный критик, Заслуженный работник культуры РФ, лауреат премии им. А.Свободина.
- Цыбиков Тимур Гомбожапович — министр культуры Республики Бурятия,
- Кокова Татьяна Владимировна — театровед, заместитель декана театроведческого факультета, преподаватель кафедры русского театра СПбГАТИ,
- Николаева Туяна Олеговна — театровед,
- Дугарова Татьяна Бальжинимаевна — заместитель председателя Комитета культуры и искусств — начальник отдела искусств, народного творчества и образования.

#### Участники
- Государственный Бурятский академический театр драмы им. Х. Намсараева со спектаклем «Стреноженный век» Ц.Бальжанова (Республика Бурятия),
- Альметьевский татарский государственный драматический театр со спектаклем «Ашик-Кериб» И.Сакаева (Республика Татарстан),
- Бишкекский театр драмы со спектаклем «Я помню» Б. Парманова (Республика Кыргызстан),
- Нижнекамский драматический театр со спектаклем «Волчья кровь» Р. Галиева (Республика Татарстан),
- Братский драматический театр со спектаклем «Бешеные деньги» (Иркутская область),
- Хакасский театр драмы и этнической музыки «Читіген» со спектаклем «Остров небесных сетей» (Республика Хакасия),
- Государственный русский драматический театр им. Н. А. Бестужева со спектаклем «Стулья» (Республика Бурятия),
- Монгольский академический театр драмы им. Д. Нацагдоржа со спектаклем «Престол без печати» (Монголия, г. Улан-Батор).

В качестве гостя фестиваля выступил "Театр «Школа драматического искусства», созданный знаменитым режиссёром-педагогом и театральным реформатором Анатолием Васильевым (г. Москва) со спектаклем-читкой главного режиссёра театра Игоря Яцко «Ночь рождает день».

#### Лауреаты 2011
1."Лучшая работа режиссёра" — Олег Юмов за постановку спектакля «Стулья»,

2."Лучшая сценография" — Димитрий Хильченко за спектакль «Ашик Кериб»,

3."Лучшая женская роль" — Кулайым Каныметова за роль Толгонай в спектакле «Я помню»,
4."Лучшая мужская роль" — Солбон Субботин за роль Тэхэ в спектакле «Стреноженный век»,

Дополнительные награды:
- Диплом почетного гостя фестиваля присужден театру «Школа драматического искусства»,
- Диплом за актёрский ансамбль достался Государственному Монгольскому национальному академическому театру драмы им. Нацагдоржа.
- Диплом за верное служение театру был вручен Народному артисту России, Государственного Бурятского академического театра драмы им. Хоца Намсараева Михаилу Елбонову.

### Фестиваль 2014 года
Второй Международный фестиваль национальных театров «Алтан Сэргэ» проходил с 1 по 7 сентября 2014 года в формате творческой лаборатории. В основу фестиваля легла работа над эскизами спектаклей от трех режиссёров, Сойжин Жамбаловой (Улан-Удэ) — «Ромео и Джульетта» Уильяма Шекспира, Владимира Баграмова (Москва) — «Пролетая над гнездом кукушки» Кена Кизи, Сергея Потапова (Якутск) — «ЖДР» Михаила Башкирова.

### Фестиваль 2016 года
Открытие фестиваля состоялось 12 сентября 2016 года.

#### Члены жюри 2016 года
- Татьяна Николаевна Тихоновец — театровед, театральный критик, Заслуженный работник культуры РФ.
- Нияз Игламов — театральный критик, заведующий литературной частью Татарского государственного Академического театра имени Г.Камала.
- Анна Банасюкевич — выпускница РГГУ (факультет архивного дела) и Российского института театрального искусства (ГИТИС, театроведение).
- Дашдондог Батсайхан — театровед, доктор искусствоведческих наук. Почётный член жюри театрального фестиваля «Гэгээн Муза».

#### Участники
- Бурятский драматический театр им. Хоца Намсараева, спектакль «Ромео и Джульетта»,
- Хакасский национальный драматический театр им А.М Топанова, спектакль «Страна слепых»,
- Хакасский театр драмы и этнической музыки «Читіген», спектакль «сумасшедший Муклай»,
- Монгольский академический театр драмы им. Д. Нацагдоржа, спектакль «Ромео и Джульетта»,
- Детский музыкальный театр «Одон» города Ордос, Внутренняя Монголия, Китайская Народная Республика, спектакль «Звездные дети»,
- Башкирский театр драмы им. Мажита Гафури, спектакль «Навстречу мечте»

#### Лауреаты 2016
1."Лучший спектакль" — «Ромео и Джульетта» Государственного Бурятского академического театра драмы им. Хоца Намсараева

2."Лучшая работа режиссёра" — Сергей Потапов за спектакль «Сумасшедший Муклай» (Хакасский театр драмы и этнической музыки «Читіген»)

3."Лучшая работа художника" — Геннадий Скоморохов. Анастасия Шенталинская за спектакль «Ромео и Джульетта» (Государственный Бурятский академический театр драмы им. Х. Намсараева)

4."Лучшая женская роль" — Ольга Ранжилова в роли Джульетты (спектакль У. Шекспира «Ромео и Джульетта» Государственного Бурятского академического театар драмы им. Х. Намсараева),

5."Лучшая мужская роль" — Алексей Сагатаев в роли Сумасшедшего Муклая, спектакль «Сумасшедший Муклай» Хакасского театра драмы и этнической музыки «Читіген».

6."Лучшая женская роль второго плана" — Жамсранжав Оюундарь в роли Кормилицы, спектакль У. Шекспира «Ромео и Джульетта» Монгольского государственного академического театра драмы им. Д. Нацагдоржа,

7."Лучшая мужская роль второго плана" — Эрдэнэ-Туяа Тодгэрэл в роли Меркуцио, спектакль У. Шекспира «Ромео и Джульетта» Монгольского государственного академического театра драмы им. Д. Нацагдоржа,

8."За лучшее музыкальное оформление" — Чинбат Батмөнх (спектакль У. Шекспира «Ромео и Джульетта» Монгольского государственного академического театра драмы им. Д. Нацагдоржа.
Специальные премии III Международного фестиваля национальных театров "Алтан Сэргэ:
- «За лучший актёрский ансамбль» — Башкирский государственный академический театр драмы им. М. Гафури,
- «Ромео XXI века» — Баасанбуу Шинэбаяр за роль Ромео в спектакле У. Шекспира «Ромео и Джульетта» (Монгольский государственный академический театр драмы им. Д.Нацагдоржа),
- "За обращение к современной национальной прозе и поиск нового театрального языка " — Башкирский государственный академический театр драмы им. М. Гафури;